# Patrick McLoughlin
Patrick Allen McLoughlin (Stafford, Engeland, 30 november 1957) is een voormalig Brits politicus van de Conservative Party.
McLoughlin was tussen 1989 en 2018 bewindspersoon in het kabinetten Thatcher III (1989–1990), Major I en II (1990–1994), Cameron I en II (2010–2016), May I en II (2016–2019). In 2016 werd McLoughlin tot ridder geslagen en werd benoemd als een Knight Bachelor met het ere-predicaat van Sir. In 2019 werd hij benoemd  in de Orde van de Eregezellen.